# Carlos Ortín
Carlos Ortín és un il·lustrador valencià amb trajectòria professional traçable als anys vuitanta. També és professor a la Universitat Politècnica de València i l'Escola ESAT.

## Carrera
Començà a publicar les seues vinyetes en la dècada de 1980 a Madriz i Cairo. Es van publicar treballs seus també a la revista Marca Acme. Amb la seua tasca de professor a l'Escola ESAT, junt a d'altres, va formar noves generacions d'il·lustradors. Les seues il·lustracions han aparegut en una gran diversitat de mitjans (per exemple a la revista Jot Down, cartells, disseny editorial i altres). El desembre de 2016 va crear la revista The Valencianer.